# Temporada 2016 de la Red Bull MotoGP Rookies Cup
La temporada 2016 de la Red Bull MotoGP Rookies Cup continuá con la búsqueda de futuros campeones del mundo. La temporada comenzó en el Circuito de Jerez el 23 de abril y terminó el 25 de septiembre en la Ciudad del Motor de Aragón después de 13 carreras. 

## Calendario
| Calendario 2016 | Calendario 2016  | Calendario 2016 | Calendario 2016 | Calendario 2016  | Calendario 2016 | Calendario 2016 |
| Ronda           | Fecha            | Circuito        | Pole position   | Vuelta rápida    | Piloto ganador  | Fuente          |
| --------------- | ---------------- | --------------- | --------------- | ---------------- | --------------- | --------------- |
| 1               | 23 de abril      | Jerez           | Kaito Toba      | Makar Yurchenko  | Aleix Viu       | [ 2 ]           |
| 1               | 24 de abril      | Jerez           | Kaito Toba      | Ayumu Sasaki     | Ayumu Sasaki    | [ 3 ]           |
| 2               | 25 de junio      | Assen           | Raúl Fernández  | Mykyta Kalinin   | Raúl Fernández  | [ 4 ]           |
| 2               | 26 de junio      | Assen           | Raúl Fernández  | Raúl Fernández   | Raúl Fernández  | [ 5 ]           |
| 3               | 16 de julio      | Sachsenring     | Ayumu Sasaki    | Rory Skinner     | Ayumu Sasaki    | [ 6 ]           |
| 3               | 17 de julio      | Sachsenring     | Ayumu Sasaki    | Ayumu Sasaki     | Kaito Toba      | [ 7 ]           |
| 4               | 13 de agosto     | Spielberg       | Aleix Viu       | Marc García      | Marc García     | [ 8 ]           |
| 4               | 14 de agosto     | Spielberg       | Aleix Viu       | Ayumu Sasaki     | Aleix Viu       | [ 9 ]           |
| 5               | 20 de agosto     | Brno            | Marc García     | Patrik Pulkkinen | Marc García     | [ 10 ]          |
| 5               | 21 de agosto     | Brno            | Marc García     | Ayumu Sasaki     | Marc García     | [ 11 ]          |
| 6               | 10 de septiembre | Misano          | Mattia Casadei  | Aleix Viu        | Ayumu Sasaki    | [ 12 ]          |
| 7               | 24 de septiembre | Aragón          | Kaito Toba      | Ayumu Sasaki     | Kaito Toba      | [ 13 ]          |
| 7               | 25 de septiembre | Aragón          | Kaito Toba      | Rufino Florido   | Ayumu Sasaki    | [ 14 ]          |

## Estadísticas

### Sistema de puntuación
Solo los 15 primeros suman puntos. El piloto tiene que terminar la carrera para recibir puntos.
| Posición | 1º | 2º | 3º | 4º | 5º | 6º | 7º | 8º | 9º | 10º | 11º | 12º | 13º | 14º | 15º |
| -------- | -- | -- | -- | -- | -- | -- | -- | -- | -- | --- | --- | --- | --- | --- | --- |
| Puntos   | 25 | 20 | 16 | 13 | 11 | 10 | 9  | 8  | 7  | 6   | 5   | 4   | 3   | 2   | 1   |

### Campeonato de pilotos
| Pos. | Piloto           | JER | JER | ASS | ASS | SAC | SAC | RBR | RBR | BRN | BRN | MIS | ARA | ARA | Pts |
| ---- | ---------------- | --- | --- | --- | --- | --- | --- | --- | --- | --- | --- | --- | --- | --- | --- |
| 1    | Ayumu Sasaki     | 2   | 1   | 4   | 2   | 1   | 3   | 3   | 2   | 3   | 3   | 1   | 4   | 1   | 250 |
| 2    | Aleix Viu        | 1   | 2   | Ret | 10  | 3   | 2   | 2   | 1   | 2   | 7   | 2   | 2   | 22  | 201 |
| 3    | Raúl Fernández   | 3   | 13  | 1   | 1   | 2   | 4   | 5   | 7   | 4   | 2   | 5   | 7   | 2   | 195 |
| 4    | Marc García      | DNS | 5   | 2   | 9   | 6   | 5   | 1   | 3   | 1   | 1   |     | 6   | 6   | 170 |
| 5    | Kaito Toba       | Ret | Ret | Ret | 7   | 4   | 1   | 4   | 6   | Ret | 6   | 3   | 1   | Ret | 121 |
| 6    | Rory Skinner     |     |     | Ret | 3   | 9   | 7   | 8   | 9   | 7   | 4   | 6   | 3   | 8   | 103 |
| 7    | Rufino Florido   | 4   | 3   | Ret | DNS | 8   | Ret | 9   | 4   | 8   | 17  | 4   | 18  | 3   | 94  |
| 8    | Makar Yurchenko  | 5   | 7   | DNS | Ret | 5   | 6   | 6   | 13  | 5   | 14  |     | 9   | 11  | 79  |
| 9    | Filip Salač      | 15  | Ret | 9   | 6   | 10  | 8   | 11  | 10  | Ret | 11  | 11  | 5   | 5   | 75  |
| 10   | Mattia Casadei   | Ret | 11  | 6   | 4   | 7   | Ret | 16  | 15  | 6   | 12  | 8   | 10  | 14  | 68  |
| 11   | Ai Ogura         | Ret | 10  | 3   | Ret | 11  | 19  | 12  | 11  | Ret | 20  | 9   | 11  | 4   | 61  |
| 12   | Omar Bonoli      | 9   | 9   | 7   | 13  | Ret | 9   | 14  | 12  | 9   | 13  | 12  | 17  | 12  | 57  |
| 13   | Kevin Orgis      | 13  | 19  | 5   | Ret | Ret | 11  | 10  | 5   | 12  | 15  | 10  | 20  | 7   | 56  |
| 14   | Patrik Pulkkinen | 14  | 17  | 11  | 16  | 15  | 13  | 7   | 8   | Ret | 5   | 18  | 8   | 10  | 53  |
| 15   | Kevin Zannoni    | 8   | 8   | Ret | 12  | 12  | Ret | 13  | 16  | 14  | 16  | 7   | 13  | 20  | 41  |
| 16   | Manuel González  | 7   | 6   | 12  | Ret | 17  | 15  | 17  | 18  | 15  | 8   | 16  | 21  | 9   | 40  |
| 17   | Steward García   | 12  | 14  | Ret | 5   | 14  | 12  | 18  | 14  | 10  | Ret | 21  | 12  | 17  | 35  |
| 18   | Walid Soppe      | 6   | 4   | Ret | Ret | Ret | Ret | 15  | 20  | Ret | 9   | 13  | Ret | Ret | 34  |
| 19   | Mykyta Kalinin   | 11  | 15  | Ret | 8   | 13  | 10  | 21  | 19  | 18  | 18  | 14  | 14  | 13  | 30  |
| 20   | Matthias Meggle  | 10  | 12  | 10  | Ret | Ret | DNS | 19  | Ret | 11  | 10  | 15  | Ret | 15  | 29  |
| 21   | Victor Steeman   | 17  | 20  | 8   | Ret | 19  | 16  | 22  | 23  | 16  | 22  | 19  | 15  | 19  | 9   |
| 22   | Sean Kelly       | 18  | 16  | Ret | 15  | 18  | 14  | 20  | 17  | 13  | 19  | 17  | 16  | 16  | 6   |
| 23   | Alexandre Juanes | 16  | 18  | Ret | 11  | 16  | 18  | 23  | 21  | Ret | 23  | 22  | Ret | 21  | 5   |
| 24   | Sander Kroeze    | DNS | DNS | Ret | 14  | 20  | 17  | 24  | 22  | 17  | 21  | 20  | 19  | 18  | 2   |
| Pos. | Piloto           | JER | JER | ASS | ASS | SAC | SAC | RBR | RBR | BRN | BRN | MIS | ARA | ARA | Pts |

| Color     | Resultado                                                               |
| --------- | ----------------------------------------------------------------------- |
| Oro       | Ganador                                                                 |
| Plata     | 2.ª plaza                                                               |
| Bronce    | 3.ª plaza                                                               |
| Verde     | Finalizó en los puntos                                                  |
| Azul      | Finalizó sin puntos                                                     |
| Azul      | NC - No clasificado                                                     |
| Violeta   | Ret - No terminó (Carrera)                                              |
| Rojo      | DNQ - No se clasificó                                                   |
| Negro     | DSQ - Descalificado                                                     |
| Blanco    | DNS - No empezó (carrera)                                               |
| Blanco    | WD - Retirado (fin de semana)                                           |
| Blanco    | C - Carrera cancelada                                                   |
| Sin color | DNP - Inscrito pero no participó                                        |
| Sin color | INJ - Lesionado                                                         |
| Sin color | EX - Excluido                                                           |
| Estado    | Resultado                                                               |
| Negrita   | Pole position                                                           |
| Cursiva   | Vuelta rápida                                                           |
| †         | Abandona, pero clasifica al completar el porcentaje requerido para ello |

## Participantes
| Participantes 2016 | Participantes 2016 | Participantes 2016 |
| No.                | Piloto             | Rondas             |
| ------------------ | ------------------ | ------------------ |
| 4                  | Patrik Pulkkinen   | Todas              |
| 11                 | Alexandre Juanes   | Todas              |
| 12                 | Filip Salač        | Todas              |
| 13                 | Walid Soppe        | Todas              |
| 14                 | Matthias Meggle    | Todas              |
| 18                 | Manuel González    | Todas              |
| 19                 | Rufino Florido     | Todas              |
| 20                 | Omar Bonoli        | Todas              |
| 21                 | Victor Steeman     | Todas              |
| 22                 | Mykyta Kalinin     | Todas              |
| 23                 | Raúl Fernández     | Todas              |
| 27                 | Mattia Casadei     | Todas              |
| 36                 | Sander Kroeze      | Todas              |
| 40                 | Sean Kelly         | Todas              |
| 41                 | Marc García        | 1–5, 7             |
| 43                 | Steward García     | Todas              |
| 44                 | Kevin Orgis        | Todas              |
| 67                 | Kaito Toba         | Todas              |
| 69                 | Rory Skinner       | 2–7                |
| 71                 | Ayumu Sasaki       | Todas              |
| 76                 | Makar Yurchenko    | 1–5, 7             |
| 79                 | Ai Ogura           | Todas              |
| 81                 | Aleix Viu          | Todas              |
| 89                 | Kevin Zannoni      | Todas              |